# Peter Nworie Chukwu
Peter Nworie Chukwu (Ededeagu Umuezekohohu, Nigéria, 5 de novembro de 1965) é um ministro nigeriano e bispo católico romano de Abakaliki.

## Biografia
Peter Nworie Chukwu estudou filosofia no Seat of Wisdom Seminary em Owerri de 1985 a 1989 e depois teologia no Bigard Memorial Major Seminary em Enugu de 1990 a 1993. Em 3 de julho de 1993 recebeu o Sacramento da Ordem para a Diocese de Abakaliki.
Depois de várias atividades na pastoral paroquial e como vice-reitor do seminário para meninos da diocese de Abakaliki, ele foi para os Estados Unidos em 2000 para continuar seus estudos. Ele estudou pela primeira vez na Franciscan University of Steubenville e de 2002 a 2007 na Marquette University em Milwaukee, onde recebeu seu doutorado em filosofia. De 2000 a 2010, ele também atuou como ministro na Diocese de Grand Rapids e como professor visitante no Aquinas College em Grand Rapids. Depois de voltar para casa, ele atuou como presidente da Associação Diocesana da Associação de Sacerdotes da Nigéria até 2017. Ele também é pastor em Nduruku-Amagu desde 2010 e professor na Ebonyi State University em Abakaliki desde 2011.
O Papa Francisco o nomeou Bispo de Abakaliki em 6 de julho de 2021. O Núncio Apostólico na Nigéria, Dom Antonio Filipazzi, o consagrou em 19 de agosto do mesmo ano na Catedral de Abakaliki. Os co-consagradores foram o Arcebispo de Onitsha, Valerian Okeke e o Arcebispo da cidade de Benin, Augustine Obiora Akubeze.